# Gazeta Militar y Política del Principado de Cataluña
La Gazeta Militar y Política del Principado de Cataluña fue un periódico editado en la ciudad española de Tarragona entre 1808 y 1813 y después en otros lugares hasta 1816.

## Descripción
El periódico, que era órgano oficial de la Junta Suprema del Principado, apareció con un primer número de martes, 23 de agosto de 1808. Estuvo dirigido en un primer momento por el religioso carmelita descalzo Manuel de Santo Tomás Traggia, pero al poco dimitió del cargo, que asumió un Antonio Coma. El periódico salía a la luz dos veces a la semana, los martes y viernes, y se editaba en la imprenta de María Canals, viuda, administrada por Miguel Puigrubí. La publicación estaba destinada por completo a insertar noticias y relaciones de la guerra, extractos de los correos españoles y extranjeros y los partes emanados de la secretaría de la propia Junta Suprema. Cada número tenía ocho páginas en octava, a plana entera y con numeración correlativa, si bien cuando las circunstancias lo exigían se publicaba o bien un suplemento o bien una gaceta extraordinaria. Aunque en octubre de 1813 pasó a llamarse Gazeta de Cataluña y a imprimirse en Vic, siguió saliendo de imprenta hasta diciembre de 1816, con una última etapa en la ciudad de Barcelona.